# ムアンサコンナコーン郡
座標: 北緯17度9分20秒 東経104度8分2秒 / 北緯17.15556度 東経104.13389度
ムアンサコンナコーン郡（ムアンサコンナコーンぐん）は、タイ東北部。サコンナコーン県の郡（アムプー）。同県の県庁所在地（ムアン）でもある。

## 名前
サコンナコーンとは「全街」という意味である。

## 歴史
11世紀頃、クメール人の手でムアン・ノーンハーンと呼ばれる街が建設されたが、その後、住民はクメール本国に帰り廃墟となった。ラーンサーン王朝が起こりクメール人が逃げると、ラーンサーンの領域となった。
時代は下りラーマ3世のころはムアン・タワーピーと呼ばれていたが、アヌウォンの反乱の時にサコンナコーンと改称された。
郡が形成されると、サコンナコーンは郡庁所在地の名前に合わせタートチューンチュム郡と呼ばれたが、県の名前に合わせて1938年、ムアンサコンナコーン郡に改称された。
ちなみに、サコンナコーンはイーサーン地域のカトリックの中心地であり、ターレー・ノーンセーン大司教区が設置されている。

## 地理
ノーンハーン湖が市の東にあり、市内および県の重要な水源となっている。西には山岳地帯が広がり気候を生かしたプーパーン宮殿がある。
交通は、サコンナコーン空港がある。また、国道22号線が東西に通っており、東にナコーンパノム、西にウドーンターニー方面と通じる。国道213号線が西南に延びておりカーラシン方面と、国道223号線が南東に延びておりタートパノムつながっている。

## 経済
郡の主な作業は農業で、コメ、トマト、唐辛子などが生産されている。

## 行政区分
郡は16のタムボンに分かれ、さらにその下位に169の村（ムーバーン）がある。自治体（テーサバーン）があり以下のようになっている。
- テーサバーンムアン・サコンナコーン・・・タムボン・タートチューンチュムの全体
- テーサバーンタムボン・ドンマファイ・・・タムボン・カミンの一部
- テーサバーンタムボン・ターレー・・・タムボン・ターレーの一部

また、郡内には15のタムボン行政体（オンカーンボーリハーンスワンタムボン）がある。なお以下のリストで欠番のタムボンは、分離してポーンナーケーオ郡やプーパーン郡を形成しているタムボンである。
1. タムボン・タートチューンチュム・・・ตำบลธาตุเชิงชุม
2. タムボン・カミン・・・ตำบลขมิ้น
3. タムボン・ギウドーン・・・ตำบลงิ้วด่อน
4. タムボン・ノーンホーム・・・ตำบลโนนหอม

1. タムボン・チエンクルア・・・ตำบลเชียงเครือ
2. タムボン・ターレー・・・ตำบลท่าแร่

1. タムボン・ムワンラーイ・・・ตำบลม่วงลาย

1. タムボン・ドンチョン・・・ตำบลดงชน
2. タムボン・フワイヤーン・・・ตำบลห้วยยาง
3. タムボン・パンクワーン・・・ตำบลพังขว้าง

1. タムボン・ドンマファイ・・・ตำบลดงมะไฟ
2. タムボン・タートナーウェーン・・・ตำบลธาตุนาเวง
3. タムボン・ラオポーデーン・・・ตำบลเหล่าปอแดง
4. タムボン・ノーンラート・・・ตำบลหนองลาด

1. タムボン・ハーンホーン・・・ตำบลฮางโฮง
2. タムボン・コークコーン・・・ตำบลโคกก่อง